# Ворожба (река)
Ворожба́ — река в Тверской области, левый приток реки Во́лчина.
Протяжённость водотока составляет 64 км. Площадь водосборного бассейна — 521 км².
Исток Ворожбы находится на территории Удомельского района в урочище Язвиха на высоте 203 метра над уровнем моря, на расстоянии 5 километров от деревни Шишелово в Зареченском сельском поселении.
Устье реки находится вблизи деревни Луначарское в Максатихинском районе на высоте 133,1 метра над уровнем моря.
Течение реки спокойное, подпитывается в основном за счёт ручьёв, вытекающих из болот, что придаёт воде буроватый оттенок. В своём верховье Ворожба протекает через деревню Венецианово, место, где русский живописец Венецианов А. Г. провёл длительный творческий период и был похоронен.

## Притоки
- Правые: Ишалиц, Середница.
- Левые: Конюшихинский.